# Prakriti Maduro
Pour les articles homonymes, voir Prakriti et Maduro.
Prakriti Maduro née le 14 septembre 1980 à Caracas, Venezuela, est une actrice vénézuélienne.

## Filmographie
- 1998 : Reina de corazones (es) (série télévisée) : Dayana
- 2001 : Planeta de 6 (série télévisée) : Rockera
- 2003 : Yotama se va volando : Novia
- 2004 : Estrambótica Anastasia (es) (série télévisée) : Clementina Borosfky
- 2004 : Natalia de 8 a 9 (es) (téléfilm) : Hija
- 2005 : Ser bonita no basta (es) (série télévisée) : Productora
- 2006 : Mujer de mundo (série télévisée)
- 2006 : Voltea pa' que te enamores (série télévisée)
- 2006 : La punta del diablo (es) : Ana
- 2006 : Elipsis (es) : Lady in the Theatre
- 2007 : My Sweet Fat Valentina (série télévisée) : Ninfa
- 2010 : Harina de Otro Costal (série télévisée) : Bella Sanchez
- 2010 : Habana Eva (es) : Eva
- 2010 : Tuya (court métrage) : Amalia
- 2011 : La viuda joven (série télévisée) : Clarissa
- 2011 : Cortos Interruptus : Amalia
- 2011 : Reveròn
- 2011 : El Silbón (court métrage)
- 2012 : Entintada (court métrage) : Elizabeth
- 2013 : La hora señalada (court métrage) : Maestra
- 2013 : Las bandidas (série télévisée)
- 2014 : La virgen de la calle (série télévisée) : Bibi
- 2014 : 3 Bellezas : Diana
- 2015 : Escándalos: Todo es real excepto sus nombres (série télévisée) : Martha
- 2015 : Carga Sellada : Nena
- 2016 : Tamara : Ana
- 2016 : Extra Terrestres : Daniela Soderberg
- 2016 : The Interpreter (court métrage) : Sister Diane

Prochainement
- 2018 : La noche de las dos lunas : Federica Marín